# Giornata dell'Aspromonte
La giornata dell'Aspromonte fu una battaglia tra l'esercito regolare italiano ed i volontari garibaldini. Ebbe luogo venerdì 29 agosto 1862, quando l'esercito regio fermò il tentativo di Giuseppe Garibaldi e dei suoi volontari di completare una marcia dalla Sicilia verso Roma e scacciarne papa Pio IX.

## Premesse: la questione romana
Quando Vittorio Emanuele II divenne re d'Italia il 17 marzo 1861, il nuovo Regno ancora non includeva né Venezia, né Roma. La situazione delle terre irredente (come si sarebbe detto alcuni decenni più tardi) costituiva una fonte di tensione costante per la politica interna italiana e la principale priorità della sua politica estera.
Roma, in particolare, era stata proclamata capitale del Regno d'Italia nella seduta del Parlamento del 27 marzo 1861, dopo un vibrante discorso del Cavour, morto poi il 6 giugno successivo. Tale obiettivo si scontrava con lo Stato Pontificio di papa Pio IX, convinto della necessità di conservare il potere temporale quale garanzia del libero esercizio dell'azione spirituale. La questione romana, in ogni caso, aveva spinto alle dimissioni il successore di Cavour, il toscano Ricasoli, che aveva lasciato il posto a Urbano Rattazzi il 3 marzo 1862.
Il nuovo presidente del Consiglio non aveva fama di essere particolarmente rispettoso nei confronti del Papa Re assoluto: infatti negli anni cinquanta, da ministro degli Interni del Regno di Sardegna, era stato tra coloro che avevano portato avanti la politica di soppressione delle corporazioni religiose. Non si sa, però, se sia stata sua la decisione di temporeggiare quando arrivò la notizia che Garibaldi, giunto in visita in Sicilia, aveva preso a radunare una schiera di volontari e muovere su Roma.

## L'arrivo di Garibaldi in Sicilia

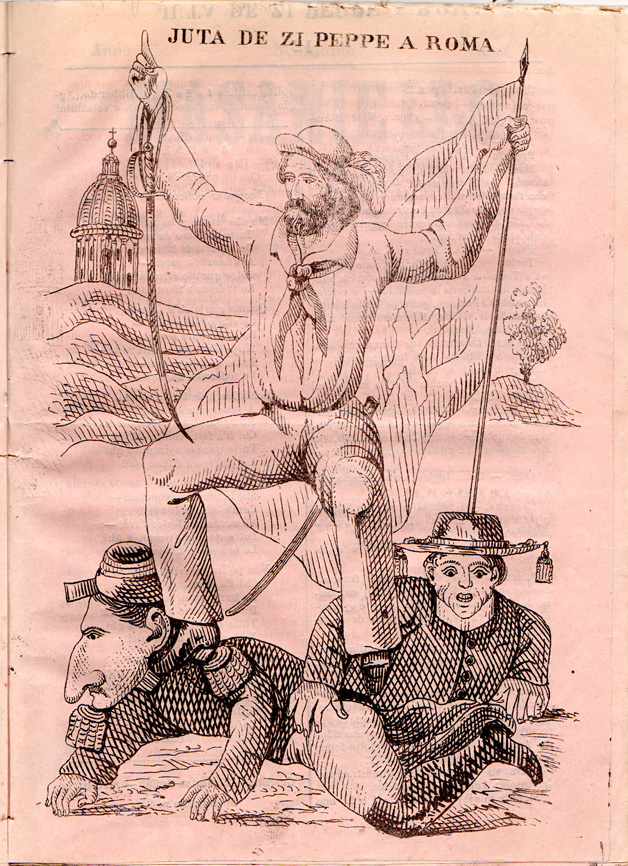
Illustrazione satirica che prefigura l'arrivo di Garibaldi a Roma, Garibaldi è raffigurato in piedi sopra Napoleone III e un cardinale, alle spalle sono visibili la cupola di san Pietro e probabilmente il Vesuvio (Rivista Masaniello, n.3 del 15 febbraio 1862, pubblicata a Napoli).

Il 27 giugno 1862 Garibaldi si era imbarcato a Caprera per la Sicilia. Non vi sono certezze circa gli scopi del viaggio. Tra le diverse ipotesi, è possibile identificare una logica interpretativa comune:
- ipotesi politica: gli osservatori erano concordi nel riconoscere l'ascendente magnetico che esercita Garibaldi in Palermo e sulle popolazione dell'isola... [ivi] il Governo del Re è sotto il veto ed il placet del Generale[1]. Scopo della visita sarebbe stata, quindi, rilanciare l'iniziativa del cosiddetto partito 'democratico'[2], valorizzando il ruolo del suo leader incontrastato.
- ipotesi militare: riguardo alla forma di tale rilancio, a nessuno sfuggiva la naturale tendenza del geniale uomo d'arme di declinare la propria azione attraverso la mobilitazione militare dei moltissimi disposti ad arruolarsi al suo comando. Restava da saggiare la praticabilità di tale iniziativa e l'atteggiamento del governo. Alla prova, la prima si rivelò fortissima, il secondo incertissimo. L'obiettivo di tale azione militare era, però, incerto. Era, infatti, irragionevole mirare Roma partendo da così lontano. Altri sostennero che Garibaldi fosse giunto in vista di una spedizione di volontari in Grecia, allora scossa da una forte instabilità interna. La spedizione sarebbe stata delineata in intesa (indiretta) con il Sovrano, senza giungere ad alcuna maturazione[3].
- ipotesi simbolica: l'unica circostanza certa era l'altissima simbolicità della presenza dei reduci della spedizione dei Mille, a soli due anni di distanza, sui luoghi del loro trionfo, in presenza della stessa popolazione, per giunta giubilante.

In definitiva sembra possibile affermare che il generale fosse sbarcato sull'isola per saggiare di persona la popolarità della politica democratica e di un'eventuale ripresa di iniziativa rivoluzionaria. Le accoglienze a Palermo ed a Marsala furono talmente entusiaste, da deciderlo a guidare una nuova spedizione, partendo proprio da Marsala, come due anni prima. L'obiettivo maturò, forse, per via: proprio nel corso di uno di questi festeggiamenti, pare a Marsala, dalla folla qualcuno gridò o Roma o morte. Garibaldi rimase colpito dall'immediatezza del messaggio e lo assunse a proprio motto.
Le autorità, senza ricevere specifici ordini, lasciarono che egli portasse tre colonne sino a Catania, raccogliendo volontari.

## L'eventualità di ripetere la spedizione dei Mille
Quando le notizie giunsero a Torino, Urbano Rattazzi e il Re dovettero valutare attentamente la opportunità di ripetere, appena due anni dopo, il successo ottenuto da Cavour con la spedizione dei Mille.
Si trattava, in effetti, di un disegno simile a quello del 1860: l'Italia era piena di volonterosi, vogliosi di mettersi sotto la guida di Garibaldi; l'armamento ed i quadri si sarebbero attinti dalle vecchie Camicie Rosse; i finanziamenti sarebbero giunti dal governo; il successo della spedizione avrebbe provato l'incapacità del Papato di garantire, in forme accettabili, l'ordine pubblico nei propri domini.
Vi erano, tuttavia, due differenze che, nel corso delle settimane, si sarebbero dimostrate insuperabili: mentre la caduta dei Borbone era apparsa come lo sviluppo di una sollevazione interna (la rivolta siciliana), la caduta del Papato sarebbe senz'altro apparsa come un'aggressione esterna: un'aggressione italiana. Il governo italiano, inoltre, non poteva godere dell'appoggio della Francia di Napoleone III la quale, anzi, si era eretta a potenza protettrice del Papato. Pio IX, d'altra parte, non aveva commesso l'errore dei Borbone di appoggiarsi all'Austria, anzi faceva totale affidamento, sin dal 1849, sulle armi francesi. 
Il nuovo Regno, infine, era duramente impegnato nella repressione del brigantaggio postunitario che, in quella prima fase, aveva assunto le forme di una guerriglia capillare e diffusa un po' su tutte le antiche province continentali delle Due Sicilie: sarebbe dunque stato difficile riprendere la politica di espansione territoriale prima di aver messo sotto controllo l'ordine pubblico nel Mezzogiorno.

## La crescente ostilità del governo italiano
La risposta del governo di Torino fu, alla prova dei fatti, assai ferma e relativamente tempestiva. Il prefetto di Palermo, Pallavicino venne destituito per aver assistito, senza reagire, all'infuocato discorso tenuto da Garibaldi il 15 luglio, quando aveva attaccato Napoleone III (il principale alleato del Regno d'Italia) e invocato la liberazione di Roma.
Il 3 agosto il Re pubblicò un proclama in cui sconfessava "giovani … dimentichi … della gratitudine verso i nostri migliori alleati" e ne condannava le "colpevoli impazienze". Negli stessi giorni Rattazzi proclamava in tutta la Sicilia lo stato d'assedio.
Giorgio Pallavicino venne sostituito il 12 agosto dal generale Cugia e poi, il 21 agosto, da Cialdini, mentre il 15 agosto il Mezzogiorno continentale veniva affidato a La Marmora e messo sotto stato d'assedio: Cialdini e La Marmora erano i due più importanti militari italiani, e il loro incarico è un chiaro indice dell'importanza che il governo attribuiva a quegli avvenimenti.
Una squadra navale (affidata ad Albini) fu incaricata di impedire il passaggio di Garibaldi in Calabria. Le truppe dislocate in Calabria, numerose in quanto impegnate nella lotta al brigantaggio, vennero allertate (e proprio ad esse appartenevano i bersaglieri che avrebbero dato il maggior contributo a bloccare la marcia di Garibaldi).
Il regno d'Italia pareva mettere in campo tutta la propria possibile credibilità patriottica: il colonnello Emilio Pallavicini, che avrebbe fermato Garibaldi di lì ad un mese in Aspromonte, era medaglia d'oro per l'assedio di Civitella del Tronto (l'ultima fortezza presa ai Borbone il 20 marzo 1861), veterano di Crimea e della liberazione di Perugia, ferito a San Martino; Luigi Ferrari, l'ufficiale che sarebbe stato ferito dai garibaldini negli scontri, era veterano della prima e della seconda guerra di indipendenza nonché dell'Assedio di Gaeta, medaglia d'argento a San Martino e alla liberazione di Ancona. Ma come fermare Garibaldi, un uomo che tanto aveva fatto per la Nazione e che godeva dell'illimitata stima dell'opinione pubblica italiana e liberale nel mondo?

## Lo sbarco in Calabria
A Catania Garibaldi prendeva possesso dei piroscafi Abbattucci e Dispaccio, “capitati nel porto di Catania”, e prendeva il mare nella notte. Dopo una breve navigazione notturna, alle quattro del mattino del 25 agosto 1862, sbarcava alla testa di tremila uomini in Calabria, tra Melito e Capo dell'Armi, nei pressi di S. Elia di Montebello Jonico.
Una squadra della Regia Marina era di vedetta. Non si sa cosa accadde all'uscita dal porto: i capitani sostennero di non aver avvistato le navi in uscita, ma Garibaldi, nelle Memorie, afferma il contrario. Sicuramente, appena i volontari presero terra ed imboccarono la strada del litorale verso Reggio Calabria, essi vennero bombardati da una nave italiana, mentre le avanguardie furono prese a fucilate da truppe uscite da Reggio, tanto da spingere Garibaldi a deviare per il massiccio dell'Aspromonte. In ogni caso la posizione di sbarco venne segnalata e la colonna intercettata. Dunque, o i capitani di vedetta a Catania non se la sentirono di eseguire ordini che il capitano della corazzata, al contrario, seguì alla lettera, ovvero si preferì evitare uno scontro in mare che avrebbe comportato assai più vittime garibaldine di uno scontro sulla terraferma.
In ogni caso Garibaldi non voleva uno scontro: diede ordine di non rispondere al fuoco e proseguì per la montagna, lontano dai cannoni della Marina Regia e cercando di evitare di essere agganciato. La sera del 28 agosto 1862 la colonna raggiunse una posizione ben difendibile, a pochi chilometri da Gambarie, nel territorio di Sant'Eufemia d'Aspromonte. La colonna aveva marciato per tre giorni, e si sfamò saccheggiando un campo di patate. Nel frattempo si era ridotta a circa 1 500 uomini, a causa delle diserzioni e degli arresti. Verso mezzogiorno del 29 agosto Garibaldi fu informato dell'arrivo di una grande colonna del Regio Esercito, ma decise di rimanere ad aspettare la truppa. Una decisione che, nelle Memorie, si rimproverò. Era altresì difficile continuare una fuga infinita che si prospettava lunga e senza risultati.
Schierò, comunque, la colonna in ordine di battaglia, sull'orlo di un bosco, in posizione dominante: la sinistra su un monte, Menotti al centro, Corrao a destra.

## Lo scontro a fuoco

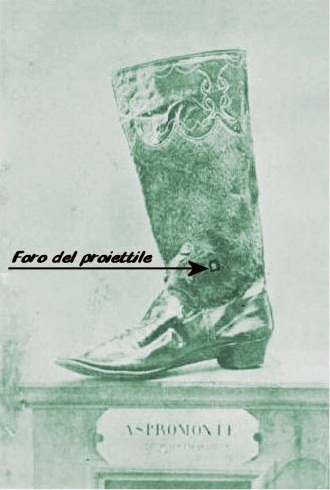
Foro d'entrata della pallottola nello stivale di Giuseppe Garibaldi

I regolari presero contatto con i volontari alle quattro di pomeriggio del 29 agosto. Erano ben 3 500 uomini. Ben disposti, i volontari osservavano la veloce marcia d'avvicinamento dei Bersaglieri, guidati da Pallavicini. Giunti a lungo tiro di fucile, Pallavicini dispose la truppa a catena, i bersaglieri davanti, ed avanzò risolutamente sui volontari “a fuoco avanzando”. A quel punto il Generale corse di fronte alla propria linea e prese ad urlare di cessare il fuoco: “No, fermi. Non fate fuoco. Sono nostri fratelli”. Fu ubbidito dal grosso dei volontari, sinché il centro del Menotti prese a rispondere, anzi caricò i bersaglieri e li respinse. Garibaldi sostenne che si trattava di “poca gioventù bollente” che reagì per la insostenibile tensione. Sicuramente avevano contravvenuto ad un suo ordine esplicito.
Negli altri settori, gli assalitori, non trovando resistenza, continuavano a salire sparando ed accadde l'inevitabile: Garibaldi, in piedi allo scoperto fra le due linee, ricevette due palle di carabina, all'anca sinistra e al malleolo destro. Quest'ultima ferita fu causata dal tenente Luigi Ferrari, comandante di compagnia del 4º battaglione. Nel contempo veniva ferito al polpaccio sinistro anche Menotti. Immediatamente dopo anche Ferrari venne colpito, dal fuoco di risposta, nel medesimo punto. L'episodio della ferita di Garibaldi sarà ricordato in una celebre ballata cantata sull'aria Flik Flok dei bersaglieri.
Caduto il generale, i volontari si ritrassero nella foresta retrostante, mentre i loro ufficiali correvano attorno al ferito. Anche i bersaglieri cessarono gli spari. Lo scontro era durato una decina di minuti, abbastanza per causare la morte di sette garibaldini e cinque regolari e il ferimento di venti garibaldini e quattordici regolari: se i volontari si fossero difesi, tenuto conto della loro forte posizione, la sproporzione delle vittime sarebbe stata fortemente a sfavore dei regolari. Alcuni bersaglieri che lasciarono le proprie posizioni per raggiungere le file dei garibaldini, vennero in seguito arrestati e fucilati.

## L'arresto di Garibaldi

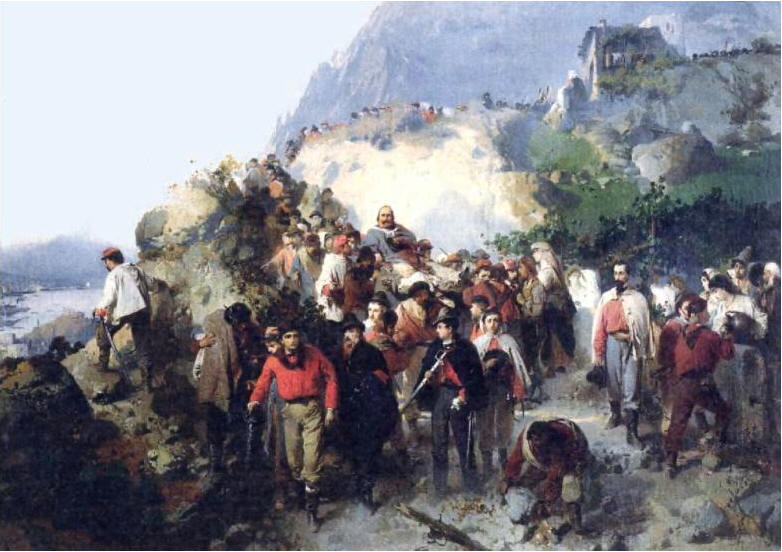
Gerolamo Induno
I volontari trasportano Garibaldi ferito in Aspromonte, (1862 ca)

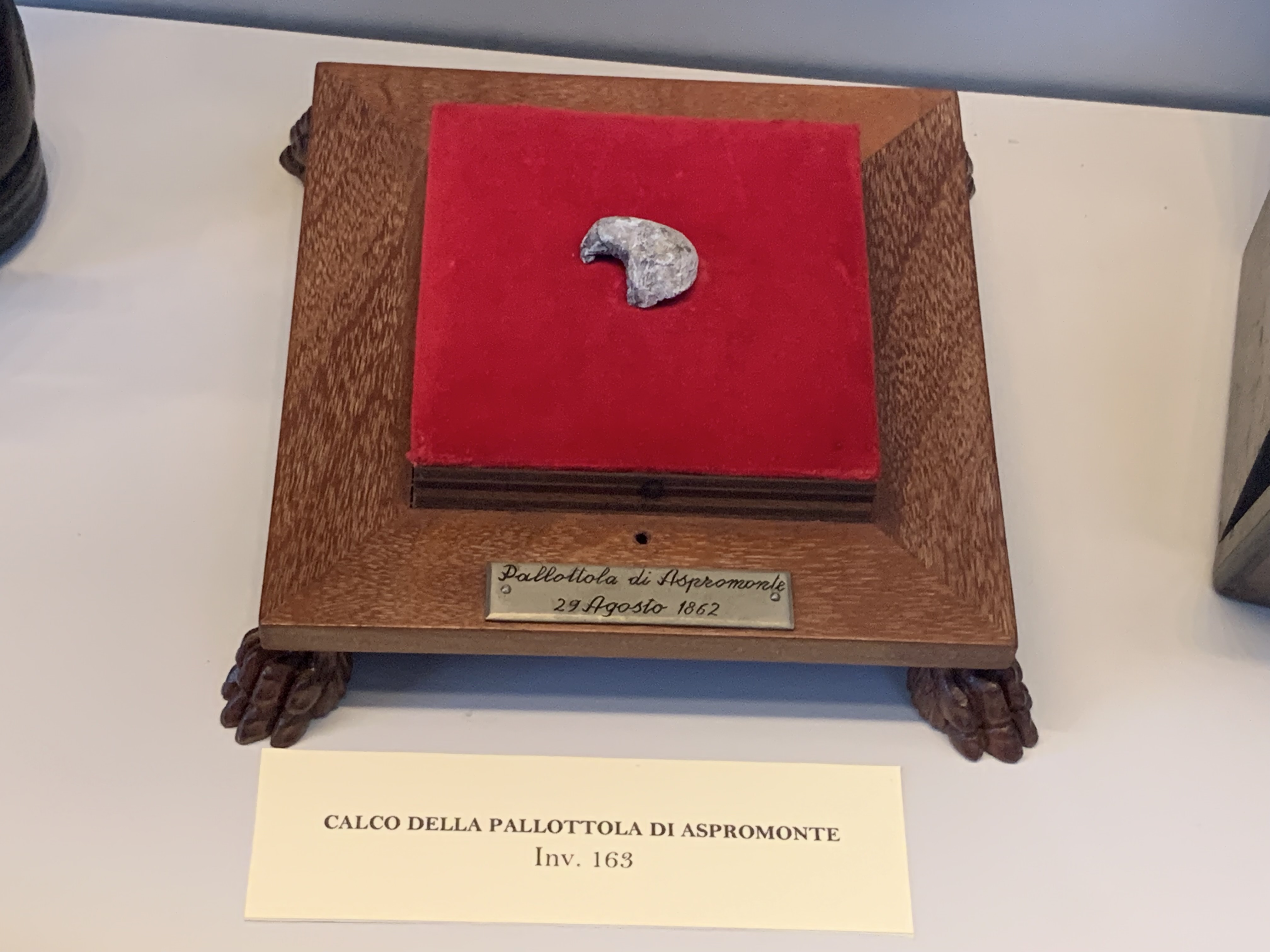
Calco della pallottola di Aspromonte conservata nel Compendio garibaldino

Garibaldi era appoggiato ad un pino, ancor oggi esistente, con in bocca un mezzo toscano. Veniva soccorso da tre chirurghi (Ripari, Basile e Albanese) aggregati ai volontari. Sopraggiunse dalle linee del Regio Esercito il tenente Rotondo a cavallo: senza salutare intimò a Garibaldi la resa. Il Generale lo rimproverò e lo fece disarmare. Intervenne allora il comandante colonnello Pallavicini che ripeté la richiesta, ma dopo essere sceso da cavallo, parlandogli all'orecchio e con la dovuta cortesia. Tra i bersaglieri Garibaldi riconobbe soldati ed ufficiali che erano stati con lui in campagne precedenti: li vide rattristati e contriti.
Il Generale venne adagiato su una barella di fortuna e trasportato a braccia in direzione di Scilla. A tarda sera venne ricoverato nella capanna di un pastore di nome Vincenzo, bevve brodo di capra e dormì su un letto improvvisato fatto dei cappotti offerti dagli ufficiali del suo Stato Maggiore. All'alba riprese la marcia e il Generale venne riparato dal sole con un improvvisato ombrello di rami d'alloro. Arrivati verso le 14 del giorno 30 nella grande spiaggia di Marina grande di Scilla, dove, nonostante l'occupazione militare, l'intera popolazione si era concentrata, Garibaldi venne coricato con cautela su un letto e, tramite un paranco sospeso a delle funi, lentamente sollevato a bordo del Duca di Genova, la stessa nave militare italiana che si trovava nel porto di Catania al momento della partenza per la costa continentale. L'operazione non fu facile, tanto che lo stesso Garibaldi dovette aiutarsi reggendosi con le mani ad una corda.
Sul suo volto triste ma sereno nulla trapelò per la mancata accettazione della sua richiesta relativa alla nave inglese. Tanto meno sembrò turbato per non essere stato portato in qualche ospedale della zona. Assisteva, dalla tolda della Stella d'Italia, il generale Cialdini incaricato straordinario della direzione politica e militare della Sicilia, e che il 26 agosto, incontrando a Napoli la Marmora, si era riservato anche il comando della zona dove operava Garibaldi. Cialdini non si degnò neppure salutare il vinto, il che testimonia l'ostilità con la quale l'avventura era stata raccolta dai moderati.  Garibaldi nelle sue memorie cercò di giustificare il comportamento governativo asserendo che da Torino la preda la si voleva vicino al sicuro. A bordo oltre ai tre medici del seguito, fu permesso di seguire Garibaldi al figlio Menotti e ad alcuni suoi ufficiali, tra cui Bruzzesi, Cattabeni, Enrico Cairoli e Nullo. Gli altri volontari fatti prigionieri furono portati a Gaeta e da qui trasportati sul piroscafo Italia e rimorchiati fino a La Spezia dalla fregata Garibaldi, indi smistati in varie prigioni del Nord Italia.

## La permanenza del Garibaldi in fortezza

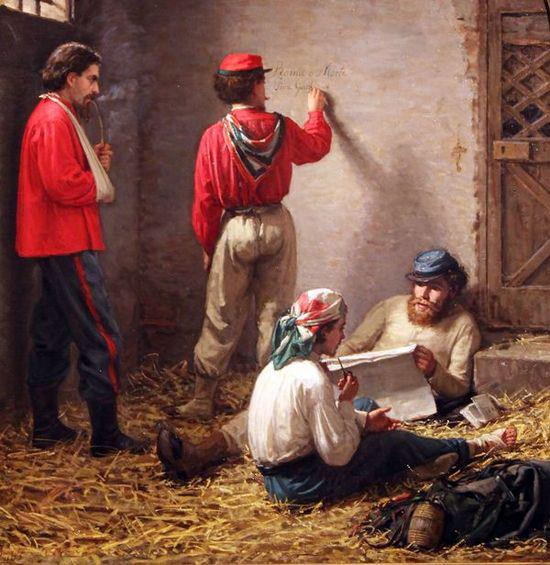
Gioacchino Toma
O Roma o morte (1863)
Il dipinto mostra garibaldini imprigionati dopo lo scontro, fra questi uno sta scrivendo sul muro il loro motto e "Viva Garibaldi"

Sbarcato il 2 settembre nel porto militare della Spezia, il Generale fu destinato al Varignano, un ex-lazzaretto convertito in stabilimento penitenziario, che allora ospitava 250 condannati ai lavori forzati. Venne alloggiato in un'ala della palazzina del comandante del carcere, una stanza per sé e cinque per familiari e visitatori.
La ferita più insidiosa era quella al piede destro. La prima relazione medica recitava: “La palla è penetrata a tre linee al di sopra e al davanti del malleolo interno: la ferita ha una figura triangolare a lembi lacero-contusi del diametro di mezzo pollice circa. Alla parte opposta, mezzo pollice circa al davanti del malleolo esterno, si avverte un gonfiore che sotto il tatto è resistente...”. Proprio il gonfiore dovuto all'artrite (che da anni perseguitava il Generale) rese difficile verificare la posizione della pallottola. Né si era certi della sua reale presenza. Essa venne accertata solo a fine ottobre alla Spezia, dove nel frattempo Garibaldi era stato trasferito in un albergo. L'estrazione avvenne solo il 23 novembre a Pisa, ad opera del professor Ferdinando Zannetti.
Dei circa 3 000 volontari guidati da Garibaldi, solo alcune centinaia riuscirono a fuggire. Vennero arrestati 1 909 garibaldini, riaccompagnati alle loro dimore 232 minorenni, mentre i militi che avevano abbandonati i loro reparti regolari per unirsi a Garibaldi vennero rinchiusi nelle antiche fortezze sarde (Alessandria, Vinadio, Bard, Fenestrelle, Exilles, Genova). Essi (e lo stesso Garibaldi) vennero amnistiati alla prima occasione possibile: il matrimonio di Maria Pia di Savoia, figlia di Vittorio Emanuele II con il re del Portogallo il 5 ottobre 1862.
Dopo l'amnistia e l'estrazione della pallottola, Garibaldi rientrò a Caprera, da dove non si mosse per i successivi due anni, sino al trionfale viaggio in Inghilterra. Rientrò in combattimento solo per la terza guerra di indipendenza guidando una brillante campagna nel Trentino culminata nella vittoria di Bezzecca.
Le autorità militari in Sicilia, cercando di farsi perdonare dal governo la eccessiva tolleranza dell'agosto, attuarono una vera e propria “caccia al garibaldino”, che portò al massacro di sette volontari nella provincia di Messina (eccidio di Fantina).

## Le accuse a Rattazzi e al Re

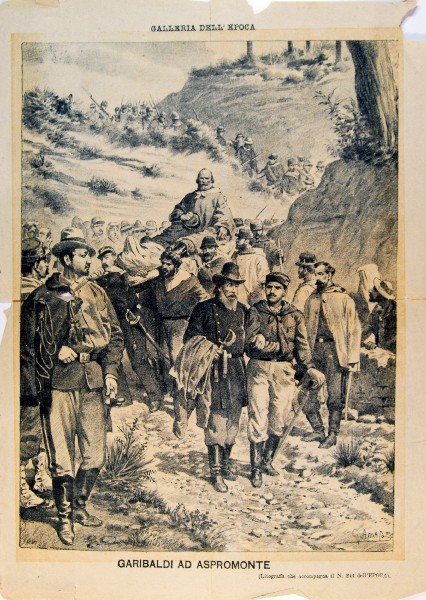
Stampa dell'epoca raffigurante il trasporto di Garibaldi ferito in un clima di fratellanza fra militari e garibaldini

Restava il fatto che Garibaldi avesse potuto traversare l'intera Sicilia senza essere fermato. Rattazzi venne quindi accusato di averlo incoraggiato, o perlomeno di aver intrattenuto rapporti ambigui, sicuramente di non averne rifiutato le intenzioni con sufficiente decisione. I sospetti si indirizzarono anche sul Re, che aveva la tendenza a condurre una politica personale, separata da quella del governo. L'accusa (ad esempio Denis Mack Smith) è che uno dei due, o entrambi, abbiano illuso Garibaldi circa la realizzabilità dell'impresa. Salvo abbandonarlo quando la marcia aveva già avuto avvio.
Tali commenti, in effetti, riprendono le accuse lanciate già nel 1862 dagli ambienti garibaldini e mazziniani, ma a smentirle basterebbero gli interventi degli antichi commilitoni di Garibaldi, come Cucchi e Turr, o di Medici che, inviandogli il proclama del Re, lo scongiurava di evitare la guerra civile. A Regalbuto, prima di imbarcarsi per la Calabria, il Generale fu raggiunto da una delegazione di deputati della Sinistra, latrice di una missiva firmata anche da Crispi di simile tenore, egualmente infruttuosa.
L'unico elemento certo è che nel marzo 1862 Garibaldi era a Torino e vi incontrava più volte il Re e Rattazzi. Certamente il desiderio di vedere liberate Venezia e Roma era autenticamente popolare e restavano obiettivi fortemente condivisi dai governi. Rimane però aperta la questione se ciò basti ad accusare di errore politico il governo regio: se sia stato il coraggio ed il senso dello Stato di quest'ultimo a prevalere, o incapacità di raggiungere con la presa di Roma uno degli obiettivi centrali del Risorgimento.
Rimane il dubbio se il Rattazzi abbia davvero pensato di convincere Napoleone III a lasciargli prendere Roma per impedire ai radicali di conquistarla con la forza, come tramanda un'antica tesi di parte mazziniana. Sicuramente, però, il Rattazzi era stato responsabile di avere, in una prima fase, temporeggiato: per questo fu costretto alle dimissioni nel novembre 1862.

## Conseguenze

### Le critiche al governo italiano
Il ferimento di Garibaldi ebbe grande risonanza: a Londra 100 000 persone si radunarono a Hyde Park per manifestare la loro solidarietà. Lord Palmerston offrì un letto speciale per la convalescenza del condottiero.
Il partito mazziniano fece, in particolare, leva sull'episodio, per dichiarare tradito l'accordo tacito fra i repubblicani e la monarchia, mentre per i monarchici erano i mazziniani a tradire con iniziative avventate gli interessi della Nazione. Il governo venne accusato di aver combattuto "per il Papa" e di aver tradito la causa italiana. Lo stesso Garibaldi accusò nelle Memorie il Pallavicini di aver comandato ai suoi soldati l'"esterminio" dei volontari.
Tali posizioni hanno avuto una certa risonanza e sono state ripetute fino ai nostri giorni da molti storici (ad esempio Denis Mack Smith), mentre altri, compresi alcuni contemporanei, dimostravano una più generale avversione verso disavventure come quella dell'Aspromonte, sottolineandone l'inattuabilità.

### La convenzione franco-italiana
Dimessosi Rattazzi, dopo un brevissimo governo guidato da Farini, nel 1863 il Re incaricò il moderato bolognese Marco Minghetti.
Facendosi forte della decisa azione italiana contro Garibaldi, Minghetti fu in grado di negoziare un favorevole accordo con la potenza protettrice del Papa, la Francia: con la convenzione franco-italiana del 15 settembre 1864, il Regno d'Italia si impegnava a rispettare l'indipendenza del residuo “Patrimonio di San Pietro” e di difenderla, anche con la forza, da ogni attacco dall'esterno (ma non dall'interno); Napoleone III a ritirare le sue truppe entro due anni, in modo da lasciare all'esercito pontificio il tempo di organizzarsi in una credibile forza di combattimento.
La convenzione aveva lo scopo di eliminare dalla penisola ogni presenza militare francese, senza pregiudicare eccessivamente le aspirazioni italiane su Roma. Era un obiettivo importante e lo stesso Garibaldi, all'inizio della spedizione dell'Aspromonte, aveva dichiarato inammissibile tollerare ulteriormente la presenza di truppe straniere in Italia. Si otteneva, inoltre, il non intervento francese in caso che il potere temporale fosse stato rovesciato da un movimento popolare interno: il caso non si verificò ma, per comprendere l'importanza della concessione francese, occorre ricordare che Pio IX era stato cacciato già una volta dal popolo romano, appena 15 anni prima, nel 1849 (Repubblica Romana).

### Il trasferimento della capitale a Firenze
La convenzione includeva anche una clausola segreta: il trasferimento della capitale da Torino ad un'altra città da designarsi (che fu poi Firenze). Per affermare la propria estraneità al controverso provvedimento, a seguito del massacro di Torino il Re si disse non informato e licenziò Minghetti con un telegramma, sostituendolo il 28 settembre 1864 con Alfonso La Marmora. Quest'ultimo pose in essere il trasferimento della capitale a Firenze il 3 febbraio 1865.

### La continuazione delle tensioni per Roma capitale
L'obiettivo dell'annessione di Roma rimaneva, comunque, assai popolare, né il regno d'Italia rinunciò al proposito di fare della città la sua nuova capitale, come sancito, a suo tempo, da Cavour in persona.
Solo cinque anni dopo, profittando della immensa popolarità derivatagli dalla vittoria di Bezzecca, Garibaldi avrebbe ritentato l'impresa (battaglia di Mentana). Era di nuovo al potere Rattazzi, che, questa volta, agì preventivamente facendo arrestare Garibaldi. Ma quando il generale sfuggì rocambolescamente da Caprera e sbarcò in Toscana, Rattazzi fu costretto dal Re a rassegnare nuovamente le dimissioni (19 ottobre 1867), e terminò la sua carriera politica.
La questione romana venne risolta solo il 20 settembre 1870 quando, sconfitto Napoleone III dai Prussiani nella battaglia di Sedan e proclamata in Francia la repubblica, il governo di Giovanni Lanza fu, finalmente, libero di inviare un corpo d'armata al comando di Cadorna che entrava a Roma attraverso la Breccia di Porta Pia. Da segnalare che a Cadorna vennero affiancati, come generali di divisione, due ex-garibaldini: Bixio e Cosenz.